# Муасси-Крамайель
Муасси-Крамайель (фр. Moissy-Cramayel) — город и коммуна во Франции.

## География и история
Коммуна Муасси́-Крамайе́ль находится в центральной части Франции, недалеко от Парижа. Административно входит в кантон Кон-ла-Виль округа Мелён, в департаменте Сена и Марна региона Иль-де-Франс.
В прошлом община носила наименование Муасси-л’Эвек (Moissy-l'Evesque). В 1643 году Муасси было продано графам де Крамайель и с тех пор стало носить нынешнее название. Само же имя городка Муасси происходит от французского moisson, означающего «урожай».

## Достопримечательности
- «Крамайельская пирамида» — 25-метровый обелиск из камня, возведённый в 1767 году монсеньором Фонтейном, шателеном де Крамайель в честь 20-летия со дня своей свадьбы.
- Замок Люньи (XIV ст.) и парк, разбитый в 1785 году.

## Города-партнёры
- Розенфельд (Германия)
- Буштени (Румыния)
- Росо (Мавритания)